# دوپرسرخسی‌ها
دوپرسرخسی‌ها (نام علمی: Dipteris) نام یک سرده از تیره دوپرسرخسیان است.